# Óscar de la Hoya
Óscar de la Hoya (* 4. Februar 1973 in Montebello, Kalifornien, USA) ist ein ehemaliger US-amerikanischer Profiboxer mexikanischer Abstammung. Er ist der erste Boxer, der in sechs verschiedenen Gewichtsklassen einen Weltmeistertitel gewinnen konnte. Er galt in den 2000ern als der letzte Box-Superstar und ist mit dem puerto-ricanischen Popstar Millie Corretjer verheiratet. Das Paar hat zwei gemeinsame Kinder. De La Hoya ist auch der Vater dreier anderer Kinder von drei verschiedenen Frauen. Unter anderem ist seine Exfrau Shanna Moakler die Mutter eines seiner Kinder, Atiana Cecilia (* 1999).
Óscar de la Hoya bekam auf Grund seiner filigranen Boxtechnik und seines Aussehens schon früh den Spitznamen „Golden Boy“ verliehen, der zu seinem Markenzeichen wurde. Er ist in den USA ein Massenmagnet und verdiente während seiner Karriere Börsen (Antrittsgelder), mit denen sich nur Mike Tyson oder Lennox Lewis messen konnten.

## Amateurkarriere
Óscar de la Hoya begann 1977 mit dem Boxsport und bestritt seinen ersten Kampf 1979 im Alter von sechs Jahren. Ab 1983 trainierte er im Resurrection Boys Club von Los Angeles und wurde ab 1987 von Al „Stankie“ Stankiewicz, so wie ab 1991 von Robert Alcazar trainiert. Im Laufe seiner Amateurkarriere gewann er 223 von 228 Kämpfen, davon mehr als 150 vorzeitig.
Im Federgewicht gewann er 1989 die National Golden Gloves und das Tammer-Turnier in Finnland, sowie 1990 die US-Meisterschaften und die Goodwill Games in Seattle. Er besiegte unter anderem Airat Chamatow und dreimal Ivan Robinson.
Im Leichtgewicht gewann er 1991 die US-Meisterschaften und nahm an den Weltmeisterschaften 1991 in Sydney teil, wo er im Achtelfinale mit 13:17 gegen Marco Rudolph ausschied. 1992 sicherte er sich noch jeweils den Sieg beim Challenge Match in Tampa und der US-Olympiaqualifikation. Darüber hinaus hatte er in Länderkämpfen unter anderem Kirkor Kirkorow, Airat Chamatow und Julio González bezwungen.
Der größte Erfolg seiner Amateurkarriere war der Gewinn der Goldmedaille im Leichtgewicht bei den Olympischen Spielen 1992 in Barcelona. Er besiegte dabei Adilson Silva, Moses Odion, Tontscho Tontschew, Hong Sung-sik und im Finale diesmal auch Marco Rudolph und wurde der einzige US-Olympiasieger im Boxen.

## Profikarriere
Am 23. November 1992 gab er sein Profidebüt, das er gegen Lamar Williams durch K. o. in der ersten Runde gewann.
Am 5. März 1994 wurde De la Hoya Weltmeister der WBO im Superfedergewicht. Er besiegte den Dänen Jimmi Bredahl durch technischen K. o. in der zehnten Runde. WM-Titel im Leicht-, Superleicht- und Weltergewicht folgten, wobei er unter anderem große Namen wie Pernell Whitaker, Hector Camacho und Julio César Chávez schlug. Das „Ring Magazine“ sah ihn zu diesem Zeitpunkt als bester Boxer „Pound for pound“ an.
Am 18. September 1999 musste er sich erstmals in seiner Profikarriere geschlagen geben. Er verlor in einem Vereinigungskampf im Weltergewicht gegen Félix Trinidad nach Punkten. Nach einem K.-o.-Sieg gegen Derrell Coley folgte für De la Hoya im Juni 2000 eine weitere Punktniederlage gegen Shane Mosley.
In den folgenden beiden Jahren vereinigte er die WM-Titel der WBC und WBA im Halbmittelgewicht durch Siege gegen Javier Castillejo und Fernando Vargas auf sich. Im September 2003 wurde er allerdings in einem Rückkampf erneut von Shane Mosley geschlagen. Danach kündigte De la Hoya an, ins Mittelgewicht aufzusteigen und so forderte er am 5. Juni 2004 den WBO-Titelträger Felix Sturm heraus. Vor dem Kampf als haushoher Favorit eingestuft, gewann De La Hoya nur knapp und umstritten nach Punkten. Er wirkte unaustrainiert und Beobachter des Kampfes vermuteten, dass das Mittelgewicht eine Gewichtsklasse zu hoch für ihn war.
Trotz dieser schwächeren Vorstellung kam es am 18. September 2004 zum „Superfight“ gegen Dreifach-Weltmeister Bernard Hopkins. De La Hoya verlor durch K. o. in der neunten Runde. Hopkins wurde durch diesen Sieg der erste Profiboxer in der Geschichte des Boxsports, der die WM-Titel aller vier großen Weltverbände auf sich vereinigen konnte. Außerdem war es der teuerste Kampf außerhalb des Schwergewichts; angeblich soll De La Hoya 40 Millionen US-Dollar Gage kassiert haben. Anschließend widmete De La Hoya sich vor allem seiner Promotionfirma.
Nach 1,5-jähriger Inaktivität kehrte er jedoch am 6. Mai 2006 in den Ring zurück. Wieder abgestiegen in das Halbmittelgewicht gewann er gegen den WBC-Weltmeister Ricardo Mayorga durch technischen K. o. in der sechsten Runde seinen insgesamt zehnten Weltmeistergürtel. Der Kampf setzte 875.000 Pay-per-View Käufe ab, was als viel gilt und die ungebrochene Zugkraft De la Hoyas demonstrierte.
Am 5. Mai 2007 verlor er in der Arena des MGM Grand Hotels in Las Vegas gegen den ungeschlagenen Floyd Mayweather Jr. nach zwölf Runden durch Punktrichterentscheid. Für Mayweather, selbst Titelträger in vier verschiedenen Gewichtsklassen, war es der erste Kampf im Halbmittelgewicht. Sein Vater war bis Ende 2006 der Trainer von Óscar de la Hoya. Mayweather senior war bereit, De la Hoya für diesen Kampf zu trainieren, verlangte aber eine Summe von zwei Millionen Dollar, weshalb sich De la Hoya entschied, unter Freddie Roach zu trainieren. Für den Kampf wurde die bisher höchste im Boxsport ausgelobte Börse vergeben, die De la Hoya 40 Millionen US-Dollar garantierte. De la Hoyas Einnahmen an Kampfbörse und Beteiligung an den TV-Geldern wird auf über 60 Millionen US-Dollar geschätzt.
Für September 2008 wurde daraufhin ein Rückkampf gegen Floyd Mayweather geplant. Kritische Stimmen in der Berichterstattung (zum Beispiel HBO – Ringside Report) beurteilten einen solchen Kampf als von geringem sportlichem Wert und rein von finanziellen Interessen geleitet. Durch den Rücktritt Mayweathers im Juni 2008 ist der Kampf allerdings nicht zustande gekommen. Im Mai 2008 kämpfte De la Hoya gegen Steve Forbes, von 2000 bis 2002 IBF-Weltmeister im Halbleichtgewicht, den er klar nach Punkten besiegte.
Schließlich wurde ein Duell gegen den philippinischen Leichtgewichtsweltmeister Manny Pacquiao angesetzt. Dieser Kampf fand am 6. Dezember 2008 statt und als Gewichtsklasse wurde das Weltergewicht vereinbart. Einige Sportmagazine standen dieser Kampfansetzung aufgrund des Gewichtsunterschiedes kritisch gegenüber, da Pacquiao für diesen Kampf zwei Gewichtsklassen aufstieg, De la Hoya hingegen in den letzten Jahren vornehmlich in höheren Gewichtsklassen boxte. Seinen zuvor letzten Kampf im Weltergewicht bestritt De la Hoya im März 2001 gegen Arturo Gatti. Trotz dieser Ausgangslage war der jüngere und schnellere Pacquiao deutlich überlegen und besiegte De la Hoya vorzeitig, da dieser nach der achten Runde aufgab.
Am 14. April 2009 gab er das Ende seiner aktiven Boxkarriere bekannt.

## Erfolge
- Amateurbilanz: 223 Siege – 5 Niederlagen
- Profibilanz: 39 Siege – 6 Niederlagen

Amateur
- 1989: National Golden Gloves Champion im Federgewicht
- 1990: US-amerikanischer Meister im Federgewicht
- 1990: Goldmedaille im Federgewicht der Goodwill Games in Seattle
- 1991: US-amerikanischer Meister im Leichtgewicht
- 1992: Olympiasieger im Leichtgewicht der Olympischen Sommerspiele von Barcelona

Profi
- 5. März 1994: WBO-Weltmeister im Superfedergewicht (1 Titelverteidigung)
- 29. Juli 1994: WBO-Weltmeister im Leichtgewicht (6 Titelverteidigungen)
- 6. Mai 1995: IBF-Weltmeister im Leichtgewicht
- 7. Juni 1996: WBC-Weltmeister im Halbweltergewicht (1 Titelverteidigung)
- 12. April 1997: WBC-Weltmeister im Weltergewicht (7 Titelverteidigungen)
- 4. März 2000: WBC-Weltmeister im Weltergewicht
- 23. Juni 2001: WBC-Weltmeister im Halbmittelgewicht (2 Titelverteidigungen)
- 14. September 2002: WBA-Superweltmeister im Halbmittelgewicht (1 Titelverteidigung)
- 5. Juni 2004: WBO-Weltmeister im Mittelgewicht
- 6. Mai 2006: WBC-Weltmeister im Halbmittelgewicht

## De La Hoya als Promoter
2004 gründete De La Hoya seine eigene Firma „Golden Boy Promotions“ und ist als Promoter tätig und fördert hauptsächlich junge, südamerikanische Talente, hat aber auch seine ehemaligen Bezwinger Bernard Hopkins und Shane Mosley sowie unter anderem Marco Antonio Barrera und Winky Wright unter Vertrag.

## Musik
- 2000: Óscar de la Hoya (US: Platin (Latin))[14]

Im Februar 2025 nahm De la Hoya als Fuzzy Peas an der 13. Staffel der US-amerikanischen Version von The Masked Singer teil, in der er den 14. Platz erreichte.